# Karine Hesle
Karine Hesle (1962) è un'ex sciatrice alpina norvegese.

## Biografia
Specialista delle prove tecniche, Karine Hesle ai Campionati norvegesi vinse la medaglia d'oro nello slalom gigante nel 1981 e nello slalom speciale nel 1984; non prese parte a rassegne olimpiche né ottenne piazzamenti in Coppa del Mondo o ai Campionati mondiali.

## Palmarès

### Campionati norvegesi
- 8 medaglie[senza fonte] (dati parziali fino alla stagione 1978-1979):
  - 2 ori (slalom gigante nel 1981; slalom speciale nel 1984)[1]
  - 2 argenti (slalom gigante nel 1980; slalom speciale nel 1986)
  -  4 bronzi (slalom speciale nel 1979; discesa libera nel 1980; discesa libera nel 1981; slalom speciale nel 1983)[senza fonte]